# Garove
Garove (llamada también Vitu, propiamente dicho o Big Witu) es una isla volcánica en Papúa Nueva Guinea en el archipiélago Bismarck, en el extremo norte de Nueva Bretaña. Garove es la isla principal que pertenece a las Islas Vitu (llamadas también Islas Witu). Garove es la isla más norte de las islas Vitu y ubicada a una distancia de 65 kilómetros (40,4 mi) de la Península de Willaumez.
Garova tiene una superficie de 52 kilómetros cuadrados (20,1 mi²). El censo de 2000 contaba con 3.617 residentes. El puerto Johann-Albrecht-Hafen no fue ni es utilizado como puerto porque su profundidad imposibilita el fondeo y la construcción de un muelle en las empinadas paredes del cráter también resulta imposible navegar. El puerto de la isla es puerto Peter (del inglés, Peter Harbor) en la costa este de la isla.

## Vulcanismo
Garove es una isla volcánica de 12 kilómetros (7,5 mi) de largo. La isla ha volado su cima, dejando un borde exterior de crestas montañosas alrededor de una caldera volcánica de 5 kilómetros (3,1 mi) de diámetro. En el lado sur de las montañas hay una abertura de aproximadamente un kilómetro de ancho que une el antiguo lago del cráter con el mar haciendo que la isla tenga forma de herradura. Se llama havana kapou, "la boca grande", y puede llegar a tener hasta 140 metros (459,3 pies) de profundidad. 
Las paredes de la caldera se elevan 100 metros (328,1 pies) a 350 metros (1148,3 pies) por encima del nivel del mar. No se conocen erupciones en los registros históricos, pero el estado de las estructuras de flujo de lava en la costa noroeste sugiere que tienen varios cientos de años de haber aparecido en el mar.

## Historia
El grupo de islas Witu fue descubierto por Abel Tasman en junio de 1643. En 1793, las islas fueron avistadas nuevamente por Bruni d'Entrecasteaux mientras navegaba en busca del explorador La Péruse y al que dio por nombre "Islas Francesas", (del francés, Isles francaises). La isla de Garove recibió luego el nombre de Deslacs (del francés: Ile des Lacs) por d'Entrecasteaux. De 1885 a 1899 las Islas Vitu formaron parte del protectorado alemán y de 1899 a 1914 formaron parte de la colonia de Nueva Guinea Alemana. En 1914, las islas Witu fueron ocupadas por tropas australianas y administradas por Australia como mandato de la Sociedad de Naciones después de la guerra. Forman parte del Estado Independiente de Papúa Nueva Guinea desde 1975.
Históricamente la isla ha sido una de las principales zonas productoras de copra en Papúa Nueva Guinea.

## División
Los principales pueblos se encuentran a lo largo de la costa. Sus nombres son, en el sentido de las agujas del reloj y comenzando desde el norte: Lambe, Potpot, Dole, Lama, Balangore 2, Balangore 1 y Vituhu.
Administrativamente, Garove pertenece al distrito rural Bali/Witu del distrito de Talasea y está dividido en los distritos de Garove Este y Garove Oeste. 

## Idioma
Los habitantes de Garove hablan la lengua Vitu, también llamada Muduapa, que también es el nombre que le dan los balineses a la isla de Vitu, pronucniado Mudua en Garove. Sin embargo, la palabra Mudua en la isla de Garove se refiere a la isla de Mudua al noroeste de Garove. La lengua Vitu es una de las lenguas austronesias del pacífico y por ello tiene gran cercanía lingüística al idioma balinés.